# Російський колабораціонізм у Другій світовій війні

Андріївський прапор, що використовувався російськими колабораціоністами

Біло-синьо-червоний прапор, що використовувався російськими колабораціоністами

Російський колабораціонізм у Другій світовій війні — політична, економічна і військова співпраця громадян СРСР (а також емігрантів з числа підданих колишньої Російській імперії) з німецькою владою під час Другої світової війни.
Варто зазначити, що в пострадянській Україні термін «колабораціонізм» для позначення людей, які співпрацювали в різних формах з окупаційним режимом, став вживатися лише останнім часом (в радянській історичній науці зазвичай використовувалося слово «зрадник»).

## Причини і масштаби явища

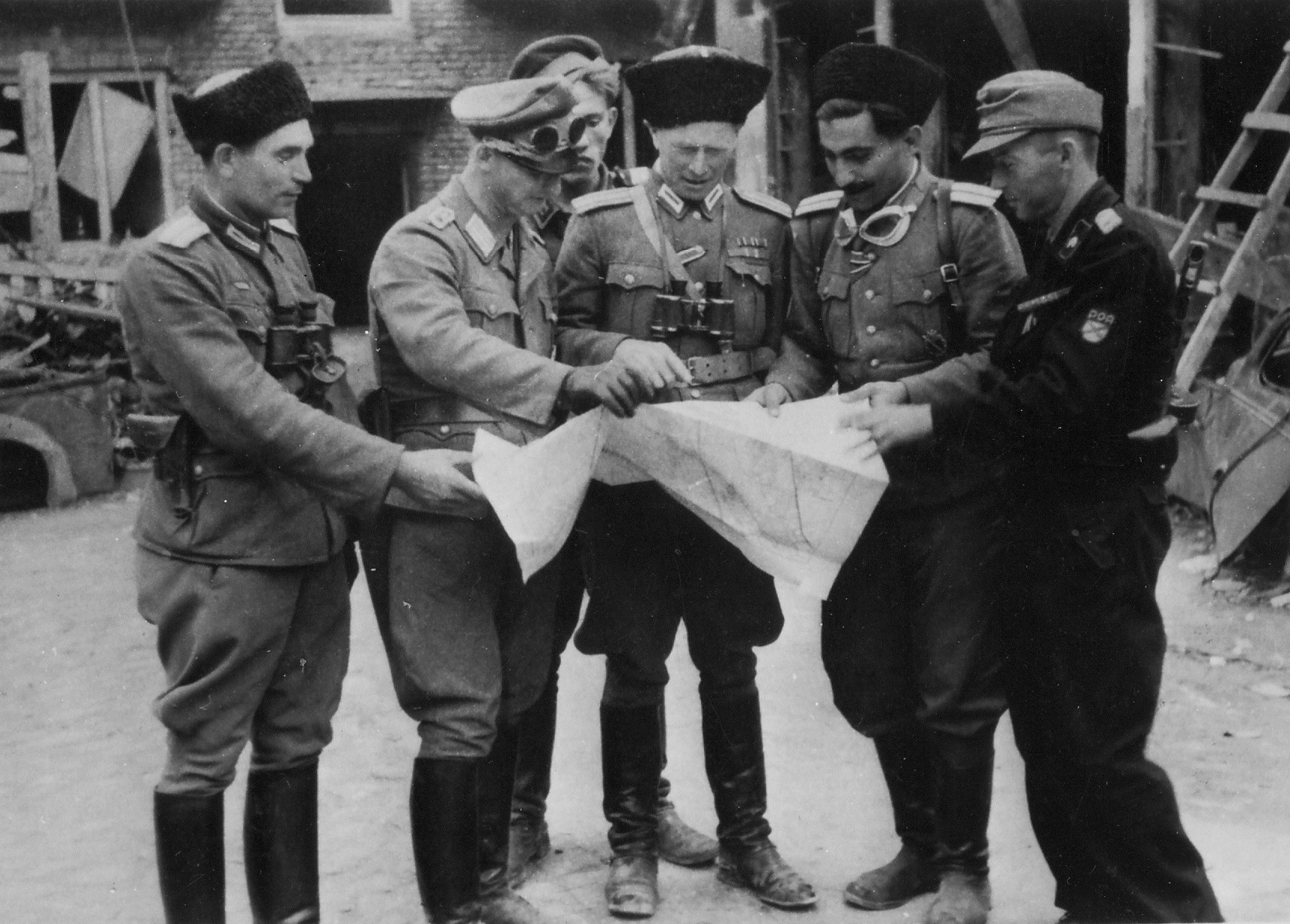
Командир — майор Юрій Фролов (в центрі) з офіцерами РОНА під час Варшавського повстання 1944 року. Офіцер праворуч від Юрія Фролова — лейтенант Міхальчевський. Офіцер праворуч, належить, судячи з нарукавного знаку та однострою, до танкових частин РОА. Юрій Фролов загинув 21 серпня на розі вулиць Srebrna і Towarowa в бою проти повсталих

Серед усіх держав-учасниць Другої світової війни найвищий відсоток політичного і військового колабораціонізму відзначений серед громадян СРСР. Явище мало масовий характер. Основними причинами були незадоволення значної частини громадян СРСР радянським режимом (у тому числі колективізацією), а також тривала антирадянська діяльність білогвардійської еміграції — особливо тієї її частини, яка займала «непримиренну позицію».
На територіях, окупованих Третім рейхом і його союзниками, виявилося близько 70 мільйонів радянських громадян. У частинах Вермахту з 1940 по 1945 рр. служило до 1,5 мільйона громадян СРСР (тільки в одному 1944 році до 1-го мільйона:20), ще близько 3-х мільйонів знаходилося в Третьому рейху на примусових роботах:20.
За даними російського політолога С. М. Маркедонова, тільки «через козачі частини на боці Німеччини в період з жовтня 1941 по квітень 1945 рр. пройшло близько 80 000 осіб, з яких, ймовірно, тільки не більше 15-20 тисяч людей не були козаками за походженням». Але ці цифри включають в себе і козаків, що були в 1941 році громадянами СРСР, і стали на шлях колабораціонізму після гітлерівської окупації. За даними на січень 1943 року, було сформовано 30 загонів з козаків, загальною чисельністю близько 20 000 чоловік.

## Власовці і РОА

### РОА (Російська визвольна армія)
Російська Визвольна Армія, РОА — колабораціоністський військовий підрозділ, сформований з радянських військовополонених в ході Другої світової війни в Німеччині. Крім військовополонених в діяльності РОА в невеликих кількостях брали участь офіцери емігранти і білогвардійці. Очолив РВА генерал-лейтенант Андрій Власов. Головним завданням даного руху було захоплення влади.
Серед керівництва армії були генерали В. І. Ангелеев, В. Ф. Бєлогорцев, С. К. Бородін, полковники К. Г. Кроміаді, І. К. Сахаров, Н. А. Шокола, підполковник А. Д. Архипов, а також М. В. Томашевський, Ю. К. Мейєр, В. Мельник, Скаржинський, Голуб та інші. Підтримку також надавали: генерали А. П. Архангельський, А. А. фон Лампі, А. М. Драгомиров, Н. Н. Головін, Ф. Ф. Абрамов, Є. І. Балабін, І. А. Поляков, В. В. Крейтер, Донський і Кубанський отаман і генерали Г. В. Татаркін і В. Г. Науменко.
Багато для створення РОА зробив капітан В. К. Штрик-Штрикфельдт, який служив в німецькій армії.
Однак між колишніми радянськими полоненими і білими емігрантами існував антагонізм, і останні поступово були витіснені з керівництва РОА. Більшість з них служило в інших, не пов'язаних з РОА російських добровольчих формуваннях (лише за кілька днів до кінця війни формально приєднаних до РОА) — Російському Корпусі, бригаді генерала А. В. Туркула в Австрії, 1-й Російської національної армії, полку «Варяг» полковника М. А. Семенова, окремому полку полковника Кржижановського, а також в козацьких з'єднаннях (15-й Козачий кавалерійський корпус і Козачий стан).
Більшість членів РОА було видано радянській владі.

### Власовці (РОА)
Власовці — під час Другої світової війни бійці «Російської визвольної армії» та учасники «Комітету визволення народів Росії» (рос. КОНР). В основному власівцями ставали полонені німецькими військами радянські солдати і офіцери.
Свою назву власовці отримали від прізвища лідера КОНР і РОА генерала Власова.
Після початку міністерством пропаганди Третього рейху кампанії на підтримку «армії Власова» (реально тоді ще не існувала) власівцями стали називати взагалі всіх радянських громадян, що так чи інакше служили в складі вермахту. У більшості своїй так іменували т. з. «Хіві» («хільфсвілліге» — «добровільні помічники») у складі частин вермахту і люфтваффе, що не мали жодного стосунку ні до РОА, ні до Власова, ні до СС. Спочатку їх вдягали в звичайну німецьку і навіть трофейну форму, але з німецькими кокардами і нашивками, а після відомої заяви генерала Власова з пропагандистською метою на їхній формі з'явилася нашивка РОА.

## РОНА (Російська визвольна народна армія)

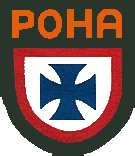
Символіка РОНА

РОНА (Російська визвольна народна армія, Бригада Камінського) — колабораціоністські військові формування, створені Б. В. Камінським на території Локотської Республіки під час Другої світової війни.
Спочатку формування РОНА діяли проти партизанів Брянській області. Влітку 1943 в ході перелому у війні партизанський рух оговтався від своїх початкових поразок, і РОНА почала зазнавати великих втрат, незважаючи на німецьку допомогу. На Камінського було скоєно кілька партизанських замахів.
Бійці РОНА брали участь у невдалій для німецької армії операції «Цитадель» на Курській дузі, після чого були змушені покинути Локотську республіку разом з приблизно 50 тис. цивільних і відступаючими німецькими частинами.
В 1944 Бригада Камінського була перейменована на 29-у гренадерську дивізію СС (російську № 1). У цей період підрозділ діяв спільно з Бригадою Дірлевангера, беручи участь в операціях з придушення партизанського руху в Білорусі, за що Камінського нагородили Залізним хрестом.
1 серпня 1944, коли Армія крайова підняла повстання в Варшаві, Бригада Камінського взяла активну участь в його придушенні, відзначившись у вбивствах цивільного населення і мародерстві. Після смерті Камінського залишки його бригади влилися в РОА Власова.

### Однострої, Військові звання та знаки розрізнення
Бригада за своїм зовнішнім виглядом мало чим відрізнялася від партизанських загонів. Спеціальної форми одягу встановлено не було. Наприкінці 1942 РОНА отримала старе німецьке обмундирування. У травні 1943 був введений нарукавний щит з чорним Георгіївським хрестом на білому полі і жовтими буквами «РОНА». Офіцери бригади носили погони і петлиці РОА, вермахту й військ СС, а солдати часто обходилися зовсім без ознак військових звань.
На тій же території, вже після відходу РОНА, опір населення органам Радянського режиму, що супроводжувався частими збройними зіткненнями з підрозділами НКВС, тривав на території Брянщини і Орловщини аж до 1951го.

## Козачий Стан
На відміну від інших проектів формування національних частин з колишніх громадян СРСР, Адольф Гітлер і його найближче оточення прихильно ставилися до ідеї формування козацьких частин, оскільки вважали, що козаки були нащадками готів, тож належали не до слов'янської, а до арійської раси. До того ж, на початку політичної кар'єри Гітлера його підтримували деякі козацькі лідери.
Ще в жовтні 1942 в окупованому німецькими військами Новочеркаську з дозволу німецької влади пройшов козацький схід, на якому було обрано штаб Війська Донського. Починається організація козацьких формувань в складі вермахту, як на окупованих територіях, так і в емігрантському середовищі. Створення козацьких частин очолив колишній полковник царської армії Сергій Васильович Павлов, який за радянських часів працював інженером на одному з заводів Новочеркаська. Ініціатива Павлова була підтримана Петром Миколайовичем Красновим.
В 1994 Гельмуту фон Панвіцу, Андрію Шкуро, Петру Краснову, Султан Киличу Ґераю, Тимофію Доманову і іншим російським колабораціоністам в Москві був встановлений пам'ятник. Він був встановлений під назвою «Воїнам російського Загальновійськового союзу, російського корпусу, козацького стану, козакам 15 кавалерійського корпусу, полеглим за віру і Батьківщину» у храмі Всіх Святих. Монумент досі викликає в пресі неоднозначну реакцію через свій статус центрального місця збору неонацистських угруповань. Пам'ятник був встановлений на гроші товариства 15-го козачого кавалерійського корпусу СС ім. генерала фон Панвіца, за сприяння групи німецьких ветеранів Другої світової війни і російських білоемігрантів. 8 травня 2007 рік а, напередодні Дня Перемоги пам'ятник був зруйнований невстановленими особами.

## КОНР— Комітет звільнення народів Росії
Комітет визволення народів Росії (самоназва Комитет освобождения народов России(КОНР) — організація під керівництвом генерала А. А. Власова, який об'єднав, принаймні формально, низку російських і національних організацій, що співпрацювали з Німеччиною. Був утворений 14 листопада 1944 р. Політична платформа — «Маніфест Визвольного руху народів Росії» (Празький маніфест). Політичним керівним органом КОНР став очолюваний Власовим Президія КОНР у складі генерал-майорів Ф. І. Трухіна і В. Ф. Малишкіна, генерал-майора професора Д. Є. Закутного, генерал-лейтенантів Г. Н. Жиленкова і Є. І. Балабіна, професорів Ф. П. Богатирчука (представляв Українську національну раду), Н. Н. Будзіловіча (представляв Білоруську національну раду) та С. М. Руднєва.
Більшість членів КОНР після закінчення війни були репатрійовані і страчені за вироком військового трибуналу.

## 15-й козачий кавалерійський корпус СС

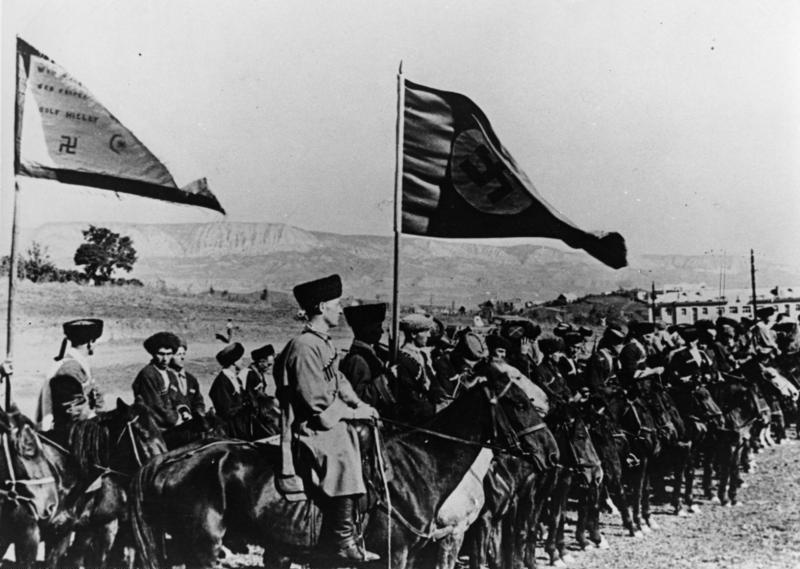

Дуже колоритною фігурою серед командирів козацьких військових частин був учасник радянсько-фінської війни, майор Червоної Армії, нагороджений орденом Червоної Зірки, полковник вермахту, нагороджений залізними хрестами I і II класу Іван Кононов.

## 29-та гренадерська дивізія СС (російська №1)
29-та піхотна дивізія військ СС (нім. 29.Waffen—Grenadier—Division der SS «Rona» (russische Nr.1)), формувалася з серпня 1944 р. на території Польщі на базі штурмової бригади РОНА, комплектувалася громадянами СРСР слов'янських національностей. У жовтні 1944 р., зважаючи на явні невдачі, дивізію розформовано, номер передано італійській дивізії СС. Особовий склад переданий для формування 600-ї піхотної дивізії (див. також Список дивізій Третього рейху).

## 30-та гренадерська дивізія СС
30-та гренадерська дивізія СС (2-га російська) (нім. 30.Waffen-Grenadier-Division der SS (russische Nr.2) перебувала на формуванні з серпня 1944. Формувалася на основі поліцейської бригади «Зейглінг», що складалася з українських і білоруських поліцейських батальйонів. В результаті сформована як 30-а гренадерська дивізія СС (білоруська), розформована в грудні 1944. Особовий склад був направлений в армію Власова, а німецькі офіцери в 25-ю дивізію і 38-ю дивізію СС «Нібелунгів».
Основні бойові підрозділи (вересень 1944): 75-й, 76-й і 77-й гренадерський полки СС, 30-й артилерійський полк СС, 30-й винищувально-протитанковий батальйон, 30-й саперний батальйон, 30-й батальйон зв'язку.

## Дивізія «Руссланд»
Дивізія «Руссланд» (з березня 1945-го року — «1-ша Російська національна армія») — військове формування діяло в складі вермахту в роки Другої світової війни під керівництвом генерала Смисловского (генерал-майор вермахту, що діяв під псевдо Артур Хольмстон)
Історія створення. Була сформована в результаті розбіжностей Хольмстон-Смисловского з керівником РОА генералом Власовим. Смисловський розходився з Власовим в питанні про статус російських збройних сил, які вважав лише частиною вермахту.

## Російський корпус
Російський корпус (рос. Ру́сский ко́рпус, Ру́сский охра́нный ко́рпус, Ру́сский ко́рпус в Се́рбии, нім. Russisches Schutzkorps Serbien) — корпус, сформований з російських білоемігрантів, що воювали проти югославських партизанів і Червоної Армії на боці Третього Рейху. — організований в 1941 у після окупації нацистами Югославії. На той час в Югославії жило чимало білих офіцерів. Влітку 1941 року по Югославії прокотилася хвиля вбивств сербськими комуністичними партизанами російських емігрантів та їхніх сімей. Генерал-майор М. Ф. Скородумов виступив з ініціативою організації російської частини для захисту емігрантського населення. 12 вересня 1941 він віддав наказ про формування Окремого Російського Корпуса, отримавши згоду німецького полковника Кевіша. Скородумов домагався максимальної автономності корпусу від німецького командування, що викликало конфлікт і незабаром Скородумов був заарештований німцями. Формування корпусу проте продовжилося під командуванням іншого російського емігранта — Бориса Штейфона.
Корпус в основному використовувався для охорони югославської території від комуністичних партизан Тіто. З четниками Драголюба Михайловича корпус в основному підтримував нейтральні відносини. У 1944 німці наказали корпусу прикривати їх відхід з Греції. У цей час корпус брав участь в боях не тільки з тітовськими партизанами, але і з регулярними частинами Червоної армії та її новими румунськими і болгарськими союзниками. Взимку 1944—1945 після створення Російської визвольної армії Б. Штейфон зустрівся з Власовим і вони домовилися про включення корпусу до складу РОА. В цей час корпус відступав до Словенії.

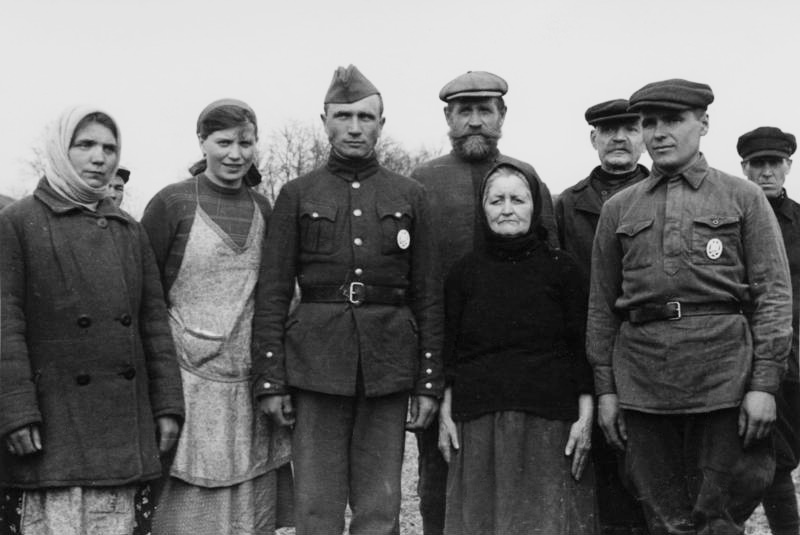
Два російських добровольця з нагрудними знаками «За участь у загальних штурмових атаках» (Allgemeines Sturmabzeichen). Січень 1942.

## Гіві
Так звані «добровільні помічники Вермахту», яких набирали з місцевого населення на окупованих територіях та з числа військовополонених.

## Пам'ятники та меморіальні об'єкти, присвячені російським колабораціоністам
- Меморіальний монумент в австрійському місті Лінц, присвячений отаманам Краснову, Шкуро, німецької генералу фон Панвіцу і всім козакам 15-го кавалерійського корпусу СС та членам їхніх сімей;
- Пам'ятна плита «Воїнам Російської Визвольної Армії Власова» в м. Платлінг під Мюнхеном, Німеччина;
- Меморіал «Воїнам Російського визвольного руху та чинам РОА», православна каплиця-пам'ятник «Воїнам Російського Корпусу, які воювали на Балканах в 1941–1945 рр.», м. Ново-Дівєєво, передмістя Нью-Йорку, США;
- Пам'ятник козакам Козачого Стану — Глендора, Лос-Анджелес, США;
- Пам'ятник козакам Козачого Стану, встановлений на Православному Свято-Володимирському кладовищі в м.Нью-Джерсі, США;
- Католицький храм Пресвятої Богородиці, присвячений пам'яті козаків 15-го кавалерійського корпусу СС — Північна Італія, селище Тіма, область Фріулі;
- Хрест-пам'ятник «Воїнам Російської Визвольної Армії (РОА)», встановлений на Ольшанському цвинтарі — Прага, Чехія;
- Меморіальна плита, присвячена фон Панвіцу, А. Г. Шкуро, П. М. Краснову, Султан Киличу Ґераю, Т. М. Доманову та іншим — «Воїнам російського Загальновійськовий союз, російського корпусу, козачого стану, козакам 15 кавалерійського корпусу СС, полеглим за віру і батьківщину» — храм Всіх Святих, Москва, Росія. 8 травня 2007 року, напередодні 9 травня, пам'ятник був зруйнований невідомими[9].
- 4 серпня 2007 року в станиці Єланській (Ростовська область) відбулося відкриття та освячення Меморіального комплексу «Донські козаки в боротьбі з більшовиками» і пам'ятника П. М. Краснову. В Меморіальний комплекс входять музей і архів.[12]

## Спроби реабілітації
Націоналістичні і монархічні організації, як у Російській Федерації, так і за кордоном, неодноразово зверталися до державних органів РФ з проханнями про реабілітацію окремих російських діячів, які співпрацювали з Третім Рейхом.
Головним аргументом називали той факт, що російські колабораціоністи билися не за Німеччину, а за спадщину історичної Росії, продовжували справу білогвардійців, виконували обов'язок православних християн. Як приклад наводилися лідер чорносотенців Марков, чорносотенець Мельський, глава РПЦЗ Анастасій, екзарх Прибалтики РПЦ МП Сергій (Воскресенський), білі генерали Краснов, Шкуро, Доманов, Туркул, Сахаров, Смисловський, Каульбарс, Скородумов, Штейфон та ін
Ухвалою Військової колегії Верховного суду РФ від 25 грудня 1997 П. М. Краснов, А. Г. Шкуро, Султан Килич Гірей, С. М. Краснов і Т. М. Доманов визнані обґрунтовано засудженими і такими, що не підлягають реабілітації, про що повідомлені всі ініціатори звернень з питання реабілітації зазначених осіб.

## Збройні формування російських колабораціоністів
- Російська визвольна армія
- Дивізія «Руссланд» / Зелена армія особливого призначення / 1-а Російська національна армія
- Російський корпус
- 1-ша російська національна бригада СС «Дружина»
- Російська народна національна армія
- 29-та гренадерська дивізія СС «РОНА» (1-ша російська)
- 30-та гренадерська дивізія СС (2-га російська)
- Кримські підрозділи РОА
- Гвардійський батальйон РОА
- ВПС КОНР
- 600-та російська дивізія вермахту
- 650-та російська дивізія вермахту
- 700-та російська дивізія вермахту
- 1-й Східний запасний полк «Центр»
- 601-й ост-батальйон «Березина»
- 654-й Східний батальйон
- Російська загін 9-ї армії вермахту
- Полк СС «Варяг»
- Полк СС «Десна»
- 581-й батальйон польової жандармерії
- 600-й східний батальйон
- Російський ост-батальйон «Шелонь»
- Російський особовий склад дивізії СС «Шарлемань»
- Російський особовий склад дивізії СС «Дірлевангер»
- Караульна рота «Гомель»
- Загін Зуєва
- Загін Козіна
- Бригада Асано
- Батальйон Муравйова
- Гіві
- Російська допоміжна поліція (шуцманшафт)
- Бригада допоміжної поліції порядку «Зіґлінґ»
- Російська цивільна допоміжна поліція (Севастополь)
- Організація Цеппелін
- Вища німецька школа для російських офіцерів
- Відділ східної пропаганди особливого призначення РОА у Дабендорфі

Козацькі
- Козачий Стан / Окремий козачий корпус
- 1-ша козача дивізія
- 3-тя козача пластунська дивізія
- 15-й козацький кавалерійський корпус СС
- Козача кавалерійська бригада генерала Туркула
- Козача пластунська бригада польової поліції
- 1-ша козача дивізія
- 1-й Донський козачий полк
- 2-й Донський козачий полк
- 360-й козачий гренадерський полк
- 454-й козачий полк кавалерії
- Козачий кавалерійський полк Платов
- Козачий полк особого призначення Абвергрупи-201
- Козачий кавалерійський полк Юнгшульц
- 1-й Кубанський кінний полк
- 1-й отаманський козачий полк
- 1-й Синєгорський козачий Атаманський полк
- 5-й Кубанський козачий пластунський полк
- 7-й зведений козачий полк
- 37-й козачий поліційний стрілецький полк
- Кавалерійське з'єднання фон Паннвіца
- Козачий єгерський дивізіон Бем
- 403-й східний козачий дивізіон
- 580-й Східний кавалерійський дивізіон
- 82-й козачий ескадрон
- 622-й козачий батальйон
- 623-й козачий батальйон
- 624-й козачий батальйон
- 625-й козачий батальйон
- 631-й козачий батальйон
- II/444 козачий кавалерійський дивізіон
- 68-й козачий кінний батальйон допоміжної поліції
- 69-й козацький батальйон
- 72-й козачий охоронний дивізіон
- 73-й козачий охоронний дивізіон
- Козачий розвідувальний дивізіон
- 74-й козачий охоронний дивізіон
- Кавалерійський дивізіон Фюрст фон Урах
- 82-й козачий ескадрон
- 638-ма козача рота
- 5-й козачий сімферопольський ескадрон
- Козачий ескадрон 4-го охоронного велосипедного полку
- Козачі вовчі сотні

## Основні колабораціоністські формування
- Локотська республіка
- Республіка Зуєва
- Комітет визволення народів Росії (КОНР)
- Російський націонал-соціалістичний рух
- Національно-трудовий союз (Національно-трудовий союз нового покоління)
- Всеросійська фашистська організація
- Всеросійська національна нартія
- Російська загально-військова спілка
- Бойовий союз російських націоналістів
- Братство російської правди
- Народна соціалістична партія Росії
- Народно-трудовий союз російських солідаристів
- Національна організація російської молоді
- Союзу російської молоді
- Союзу боротьби проти більшовизму
- Російська національно-трудова партія
- Російська фашистська партія
- Гвардія російської фашистської партії
- Корпус російської монархічної партії
- Росіяни на службі японських і маньчжурських спецслужб Маньчжоу-Го
- «Russen» (Росія) — агентство новин та пропаганди

## Персоналії
- Федір Абрамов
- Броніслав Антілевський
- Олександр Альохін
- Вячеслав Артем'єв
- Андрій Архипов
- Володимир Баєрський
- Борис Базилевський
- Василь Біскупський
- Іван Бессонов
- Семен Бичков
- Іван Благовєщенський
- Всеволод Блюменталь-Тамарін
- Михайло Букін
- Сергій Буняченко
- Микола Брешко-Брешковський
- Павло Богданов
- Андрій Власов
- Леонід Васильєв
- Борис Вишеславцев
- Ганна Волкова
- Костянтин Воскобойник
- Сергій Воскресенський
- Василь Вронський
- Микола Галай
- Володимир Гіль
- Микола Головін
- Олександр Голубінцев
- Михайло Граббе
- Діонісій Джовані
- Тимофій Доманов
- Іван Жадан
- Георгій Жиленков
- Дмитро Закутний
- Григорій Звєрєв
- Мілетій Зиков
- Микола Зуєв
- Микола Іванов
- Петро Кадушкін
- Броніслав Камінський
- Олександр Кисельов
- Володимир Клопотовський
- Султан-Гірей Клич
- Іван Кононов
- Дмитро Константинов
- Іван Кошкін
- Петро Краснов
- Костянтин Кроміаді
- Микола Кулаков
- Микола Литвиненко
- Антоніна Макарова
- Василь Малишкін
- Віктор Мальцев
- Микола Марков
- Михайло Меандров
- Олександр Меллер-Закомельський
- Борис Мєньшагін
- Андрій Нерянін
- Никон (Рклицький)
- В'ячеслав Науменко
- Андрій Наумов
- Сергій Павлов
- Микола П'ятницький
- фон Панвіц Гельмут
- Борис Пермикін
- Микола Печковський
- Борис Півенштейн
- Полікарп (Сікорський)
- Василь Пономарьов
- Борис Ріхтер
- Анатолій Рогожин
- Костянтин Родзаєвський
- Володимир Романов
- Микола Рутич
- Леонід Самутін
- Ігор Сахаров
- Євген Садовський
- Сергій (Воскресенський)
- Микола Скалон
- Петро Соколов
- Олександр Таванцев
- Сергій Таборицький
- Федір Трухін
- Антон Туркул
- Борис Філістинський
- Анатолій Флауме
- Клавдій Фосс
- Смисловський Борис Олексійович
- Павло Часовников
- Петро Шабельский-Борк
- Михайло Шаповалов
- Петро Шило
- Андрій Шкуро
- Борис Штейфон
- Костянтин Штепа
- Михайло Щепетільніков
- Андрій Якушев

## Відображення в художній літературі
- Василь Быков. Сотников / Повісті. Дніпропетровськ: Промінь, 1987. [Архівовано 14 травня 2012 у Wayback Machine.]
- Александр Карасёв. Предатель. Рассказ // Зрадник Оповідання [Архівовано 16 вересня 2011 у Wayback Machine.]